# 徳島県道247号船戸山川線
徳島県道247号船戸山川線（とくしまけんどう247ごう ふなどやまかわせん）は、徳島県吉野川市を通る一般県道である。

## 概要
吉野川市山川町川田から吉野川市山川町堤外に至る。国道192号の一部を降格させた道路である。

### 路線データ
- 起点：吉野川市山川町川田（国道192号交点）
- 終点：吉野川市山川町堤外（吉野川市山川町堤外交差点、国道192号交点、徳島県道244号山川川島線起点）
- 総延長：4.506 km[1]

## 歴史
- 1972年（昭和47年）3月10日 - 認定。

## 路線状況

### 道路施設

#### 橋梁
- 瀬詰橋（川田川、吉野川市）

## 地理

### 通過する自治体
- 徳島県
  - 吉野川市

### 交差する道路
| 交差する道路                      | 交差する場所 | 交差する場所                    |
| --------------------------------- | ------------ | ------------------------------- |
| 国道192号 国道193号 重複          | 山川町川田   | 起点                            |
| 香川県道・徳島県道3号志度山川線   | 山川町三島   |                                 |
| 国道192号 徳島県道244号山川川島線 | 山川町堤外   | 吉野川市山川町堤外交差点 / 終点 |

### 沿線
- JR四国徳島線 川田駅（起点付近）
- 吉野川
- 吉野川市立山川中学校
- 吉野川市立山瀬小学校